# 西张镇
西张镇，是中华人民共和国山西省忻州市忻府区下辖的一个乡镇级行政单位。

## 行政区划
西张镇下辖以下地区：
西张村、东张村、东曲村、木芝村、韩岩村、岩峰村、河捞岭村、黑土湾村、鸦儿坑村、水峪村、元家山村、霍老湾村和小南沟村。